# Warnschwelle (Messtechnik)
Die Warnschwelle ist ein voreinstellbarer Grenzwert für eine Messgröße, der z. B. bei speziellen Messgeräten mit Warnfunktion eingestellt werden kann. Bei Erreichen dieser Warnschwelle löst das entsprechende Gerät ein Warnsignal aus. Meistens muss dieser Alarm bestätigt werden, damit er erlischt.